# Реакція Пфіцнера — Моффата
Реакція Пфіцнера — Моффата — також відома як окиснення за Пфіцнером — Моффатом або окиснення за Моффатом — іменна реакція в органічній хімії, метод окиснення первинних і вторинних спиртів до карбонільних сполук — альдегідів і кетонів. Перетворення відбувається за участі диметилсульфоксиду активованого карбодиімідами, такими як дициклогексилкарбодиімід (DCC).
Згодом окиснення за Пфіцнером — Моффатом було витіснене з практики більш досконалими методами, такими як окиснення за Сверном, яке дає кращі виходи альдегідів і кетонів та менше небажаних побічних продуктів.
Реакції Пфіцнера — Моффата було присвячено декілька оглядових публікацій.